# Vislanka
Vislanka (in ungherese Pusztamező) è un comune della Slovacchia facente parte del distretto di Stará Ľubovňa, nella regione di Prešov.